# Marissa Damink
Marissa Damink (* 24. Oktober 1995 in Enschede) ist eine niederländische Leichtathletin, die sich auf den Mittelstreckenlauf spezialisiert hat.

## Sportliche Laufbahn
Erste internationale Erfahrungen sammelte Marissa Damink im Jahr 2023, als sie bei den Halleneuropameisterschaften in Istanbul mit 4:11,38 min in der Vorrunde im 1500-Meter-Lauf ausschied. Im Juni wurde sie bei der 1. Liga der Team-Europameisterschaft im Rahmen der Europaspiele in Chorzów in 4:14,47 min Zehnte. Im Oktober gelangte sie bei der Premiere der Straßenlauf-Weltmeisterschaften in Riga nach 4:36,49 min auf den zehnten Platz über die Meile. Im Jahr darauf kam sie bei den Europameisterschaften in Rom mit 4:13,16 min nicht über den Vorlauf über 1500 Meter hinaus und im Dezember belegte sie bei den Crosslauf-Europameisterschaften in Antalya in 18:12 min den vierten Platz in der Mixed-Staffel. 2025 verpasste sie bei den Halleneuropameisterschaften in Apeldoorn mit 4:15,16 min den Finaleinzug über 1500 Meter.
In den Jahren 2023 und 2024 wurde Damink niederländische Meisterin im 1500-Meter-Lauf im Freien sowie 2022 und 2024 auch in der Halle. Zudem wurde sie 2024 auch Hallenmeisterin im 3000-Meter-Lauf.

## Bestleistungen
- 800 Meter: 2:01,42 min, 27. Juli 2024 in Löwen
  - 800 Meter (Halle): 2:03,57 min, 11. Februar 2024 in Apeldoorn
- 1500 Meter: 4:04,37 min, 8. September 2024 in Zagreb
  - 1500 Meter (Halle): 4:09,93 min, 20. Januar 2024 in Dortmund
  - Meile (Halle): 4:30,87 min, 2. Februar 2025 in Val-de-Reuil
  - 3000 Meter (Halle): 9:00,85 min, 22. Februar 2025 in Apeldoorn